# Monstres et mystères ou les créatures mythologiques de notre société
Pour plus de détails, voir Fiche technique et Distribution.
Monstres et mystères ou les créatures mythologiques de notre société (Man, Monsters and Mysteries) est un court métrage d'animation produit par Walt Disney Productions, sorti le 6 décembre 1974 en Afrique du Sud.

## Synopsis
Ce film évoque les monstres dont celui du Loch Ness

## Fiche technique
- Titre original : Man, Monsters and Mysteries
- Autres titres[2] :
  -  France : Monstres et mystères ou les créatures mythologiques de notre société ou L'homme, le monstre et les mystères
- Série : Dingo
- Réalisateur : Les Clark
- Scénaristes : Bill Berg, William Bosche
- Voix[2]: Sebastian Cabot (narrateur), Sterling Holloway (Nessie)
- Animateurs : Jack Boyd, Chuck Downs, Cliff Nordberg
- Décors : Bill Layne
- Musique : George Bruns
- Producteur : Walt Disney
- Distributeur : Buena Vista Distribution Company
- Dates de sortie :
  - Afrique du Sud : 6 décembre 1974
  - Finlande : 8 avril 1977
- Format d'image : couleur (Technicolor)
- Son : Mono (RCA Photophone)
- Durée : 26 min[1]
- Langue : Anglais
- Pays de production :  États-Unis

## Commentaires
Le film est inclus dans l'édition DVD du film Peter et Elliott le dragon (1977).